# 등흡수점
등흡수점(等吸收點, isosbestic point ) 또는 등흡광점은 분광학에서, 화학 반응 또는 물리적 변화시 샘플의 총 흡광도에서 변하지 않는 특정 파장, 파수 또는 주파수를 말한다. 이 단어는 "동일한"을 의미하는 그리스어의 "iso"와 "(불을) 끌 수 있는"을 의미하는 "sbestos" 두 단어에서 파생되었다. 이는 두 성분의 혼합비율을 바꿔 여러 농도에서 흡수 스펙트럼을 그렸을 때 각 곡선이 어떤 한 점에서 교차할 때 이 점을 말한다. 이를 이용하여 평형상수를 결정할 수 있고, 반응속도 상수의 산출에도 활용된다.